# Alipi de Constantinoble
Alipi o Alípios (en llatí: Alypius, en grec antic: Ἀλύπιος) fou un sacerdot de la gran església de Constantinoble que va florir el 430. Es conserva una carta que va escriure a Ciril I d'Alexandria en grec, en la qual li demana una resistència contundent contra l'heretgia de Nestori.